# Conjuration de Pison
La Conjuration de Pison, du nom que lui donne Suétone, est un complot dirigé contre l’empereur Néron en 65 ap. J.-C.

## Contexte
En 65, l'empereur romain Néron doit faire face à des difficultés financières, engendrées par les importantes dépenses pour la reconstruction de Rome et celle de sa résidence impériale, la Domus Aurea, après le Grand incendie de Rome en 64. À une pression fiscale plus rigoureuse, s’ajoutent des confiscations de grands propriétaires pour des prétextes variés. Les précédents crimes de Néron, ses extravagances et un climat de terreur qui s’installe agitent les coteries sénatoriales. Plusieurs proches de la famille impériale, Cornelius Silla, Rubelius Plautus, Torquatus Silanus, sont éliminés.

## Le complot
Selon Tacite, une coterie de mécontents se constitue dans l’entourage impérial, mêlant des sénateurs, des chevaliers, des militaires et des familiers de Néron, les uns inquiets pour leur devenir, d’autres pour des rancœurs personnelles, comme le poète Lucain, en raison de l’interdiction de publier ses œuvres que lui impose Néron. Parmi les plus influents, le sénateur Pison, descendant de l’illustre famille des Calpurnii, allié aux grandes familles de l’aristocratie, dont le caractère sociable et la générosité lui confèrent une certaine popularité. Des contacts favorables sont établis avec le chevalier Faenius Rufus, ancien préfet de l'annone et collègue du préfet du prétoire Tigellin depuis 62, qui craint que l’influence de Tigellin sur Néron ne provoque sa disgrâce.
Un projet d’attentat contre Néron dans la villa de Pison à Baïes qu’il fréquente souvent et sans gardes est rejeté par Pison, qui y voit un sacrilège contre les lois de l'hospitalité et préfère que l’on agisse à Rome. Les conjurés conviennent de poignarder Néron le 19 avril lorsqu’il se rendra au Circus Maximus pour les jeux de Cérès, tandis que Pison serait présenté au camp des prétoriens par Faenius Rufus.
Un des conjurés, le sénateur Flavius  Scaevinius, est dénoncé par son affranchi, qui accuse aussi un second conjuré, le chevalier Antonius Natalis. Ils sont interrogés séparément et menacés de torture, et livrent de nombreux noms, dont celui de Sénèque. D'après Tacite, ce dernier n'est pas impliqué dans le complot, mais est dénoncé pour se rendre Néron favorable en lui donnant un prétexte pour éliminer Sénèque.

## Répression et récompenses
Néron impose le suicide à Pison, puis au consul désigné Plautius Lateranus et à Sénèque, qui s’ouvrent les veines. Flavius  Scaevinius est décapité, Faenius Rufus, qui avait tenté de se blanchir en se montrant actif dans l’enquête et la répression, est démasqué et exécuté, ainsi que d’autres officiers. Lucain se donne la mort à son tour. Des amis des conjurés, proches ou lointains, sont exilés. Antonius Natalis reçoit l’impunité pour ses dénonciations, Tigellin se voit décerner les ornements triomphaux et les prétoriens reçoivent une prime de 2 000 sesterces chacun, Nymphidius Sabinus remplace Faenius Rufus comme second préfet du prétoire. Plus curieusement, Nerva, préteur désigné pour l'année suivante et qui sera empereur trente ans plus tard, reçoit également les ornements triomphaux, mais Tacite ne précise pas la nature de son soutien à Néron.
Le climat de délation et de terreur se poursuit, entretenu par Tigellin et Nymphidius et par certains sénateurs, qui préfèrent être dénonciateurs que suspects. Néron frappe encore l’élite intellectuelle de Rome, les philosophes stoïciens Thrasea et Barea Soranus sont condamnés. Pétrone, accusé par Tigellin d'avoir participé à la conjuration, s’ouvre les veines en 66. Annaeus Mela, père de Lucain, doit faire de même. Le soulagement ne survient à Rome qu'en 67, lorsque Néron part pour la Grèce.

## Listes des comploteurs

### Sénateurs
- Caius Calpurnius Pison
- Flavius Scaevinius
- Plautius Lateranus
- Afranius Quintianus

### Chevaliers
- Marcus Annaeus Lucanus
- Faenius Rufus

- Antonius Natalis
- Vulcatius Araricus
- Claudius Senecio
- Cervarius Proculus
- Iulius Augurinus
- Munatius Gratus
- Marcius Festus

### Militaire
- Sulpicius Asper, centurion
- Subrius Flavius, tribun d'une cohorte prétorienne
- Gavius Silvanus, tribun d'une cohorte prétorienne
- Statius Proximus, tribun d'une cohorte prétorienne
- Maximus Scaurus, centurion
- Venetus Paulus, centurion

## Source
1. ↑  Suétone, Néron, 36
2. ↑  Paul Petit, Histoire générale de l’Empire romain, Seuil, 1974,  (ISBN 2-02-002677-5), p 97
3. ↑  Tacite, Annales Livre XV, 48-49
4. ↑  Tacite, Annales Livre XV, 50
5. ↑  Tacite, Annales Livre XV, 52-53
6. ↑  Tacite, Annales Livre XV, 54-56
7. ↑  Tacite, Annales, XV, 67.
8. ↑  Tacite, Annales, XV, 71-72.
9. ↑  Tacite, Annales Livre XVI, 17, 19
10. ↑  François Zosso et Christian Zingg, Les Empereurs romains, édition Errance, 1995,  (ISBN 2-87772-226-0), p 26